# Pseudelaenia leucospodia
Pseudelaenia leucospodia е вид птица от семейство Tyrannidae, единствен представител на род Pseudelaenia.

## Разпространение
Видът е разпространен в Еквадор и Перу.